# Loučná pod Klínovcem
Loučná pod Klínovcem (do 31. prosince 2003 Loučná, německy Wiesenthal) je město v okrese Chomutov v Ústeckém kraji v Krušných horách. Žije v něm 198 obyvatel a je městem s druhým nejnižším počtem obyvatel v České republice. Rozkládá se severně od Klínovce na svahu podél říčky Polava, která tvoří státní hranici s Německem. Od roku 1995 byl v obci hraniční přechod pro pěší do sousedního Oberwiesenthalu. Jedná se o nejzápadnější město Ústeckého kraje. Součástí města je kromě vlastní Loučné (dříve Český Wiesenthal, německy Böhmisch Wiesenthal) i vesnice Háj.
Jihovýchodně od města se nachází přírodní rezervace Horská louka u Háje.

## Název
Dříve se obec jmenovala pouze Loučná, na základě místního referenda však byla od 1. ledna 2004 přejmenována na Loučná pod Klínovcem.

## Historie
Loučná byla pravděpodobně založena již ve 14. století.

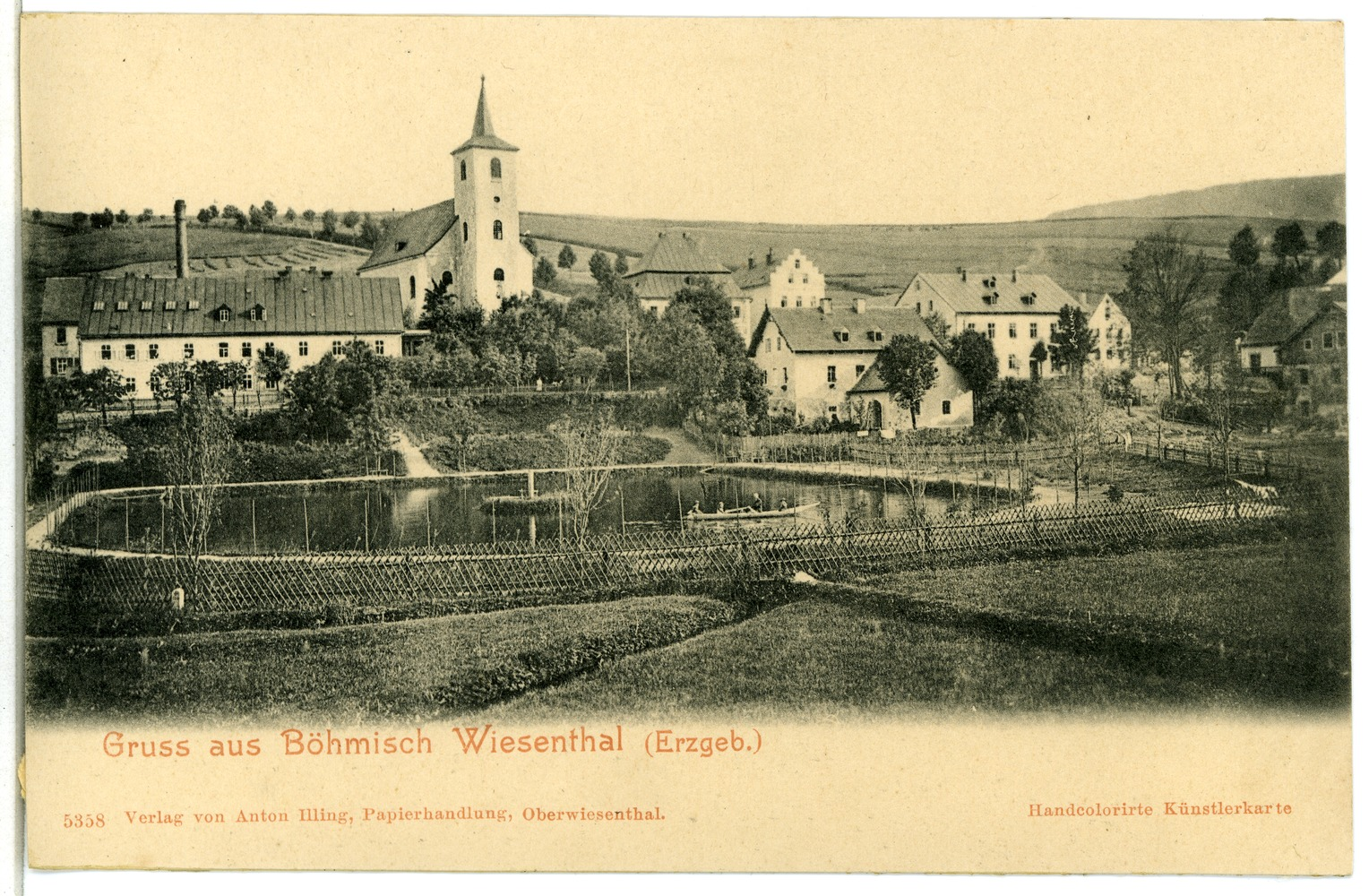
Pohlednice z roku 1904

První písemná zmínka o obci pochází z roku 1431, avšak v dalším zápisu u roku 1449 se hovoří o "pustém Wiesenthalu".
Podle záznamu z roku 1528 byla Loučná již opět osídlena a v téže době nechal saský vévoda postavit přes Loučnou silnici, která vedla z Božího Daru do Jáchymova. Ve druhé polovině 16. století zde po objevu bohaté stříbrné žíly došlo k rozmachu hornictví.

## Obyvatelstvo
Město bylo těžce zasaženo poválečným vysídlením původních obyvatel. Novousedlíci se s horskou obcí špatně sžili a počet obyvatel od druhé světové války neustále klesá. Loučná pod Klínovcem má po Přebuzi v okrese Sokolov druhý nejmenší počet obyvatel ze všech měst v Česku.
|           | 1869  | 1880  | 1890  | 1900  | 1910  | 1921  | 1930  | 1950  | 1961 | 1970 | 1980 | 1991 | 2001 | 2011 | 2021 |
| --------- | ----- | ----- | ----- | ----- | ----- | ----- | ----- | ----- | ---- | ---- | ---- | ---- | ---- | ---- | ---- |
| Obyvatelé | 1 981 | 2 108 | 2 224 | 2 419 | 2 483 | 2 230 | 2 583 | 1 079 | 599  | 209  | 73   | 24   | 68   | 78   | 93   |
| Domy      | 205   | 230   | 235   | 273   | 263   | 268   | 319   | 324   | 152  | 68   | 27   | 52   | 14   | 31   | 74   |

## Městská správa
Od 10. října 2006 byl obci vrácen status města.

### Části města
- Háj
- Loučná

### Městské symboly
Vlajka byla městu udělena rozhodnutím předsedy Poslanecké sněmovny Parlamentu České republiky dne 10. září 2020.

## Doprava
Město leží na silnicích druhé třídy II/219 a II/223.

## Galerie

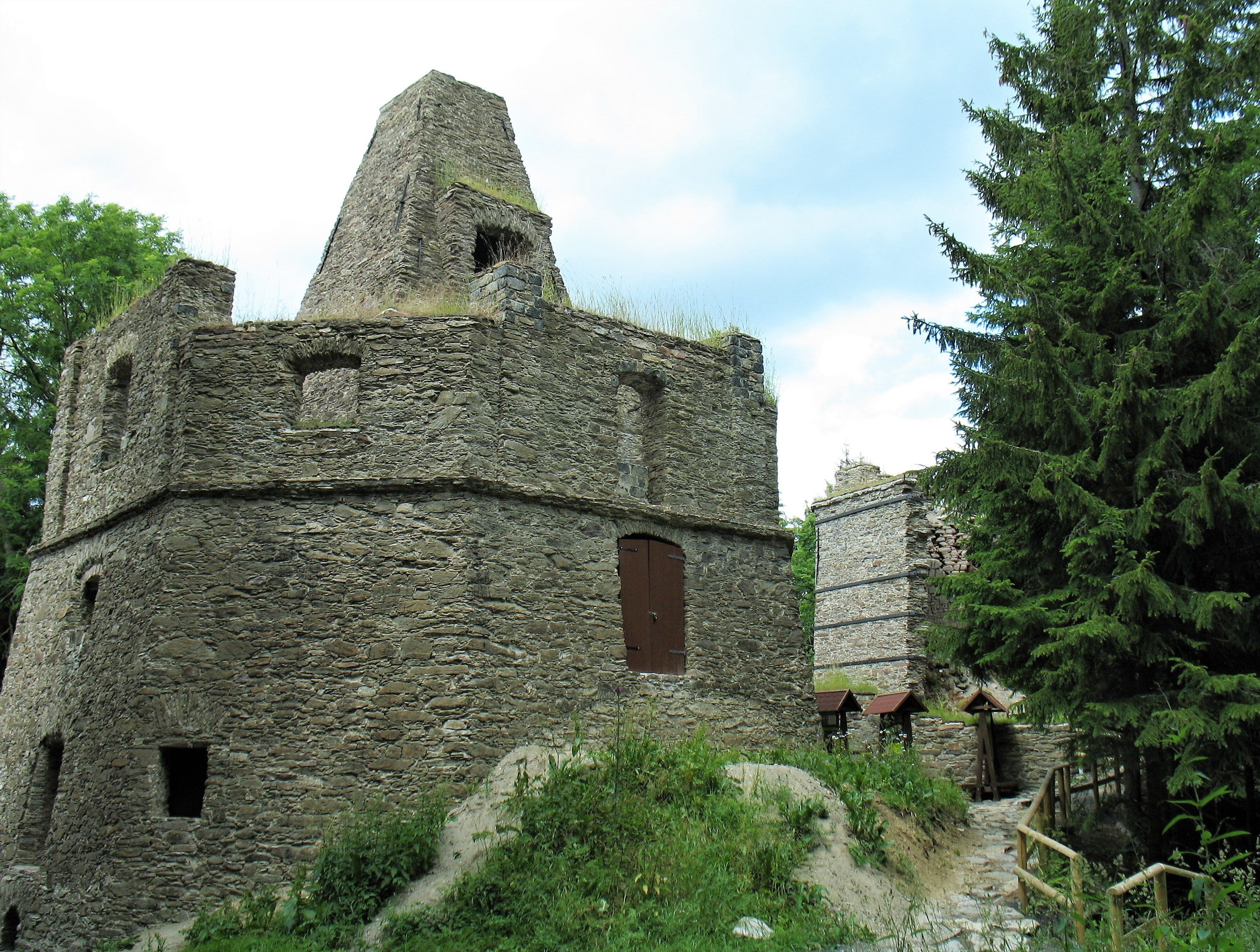
Památkově chráněná vápenka z 19. století
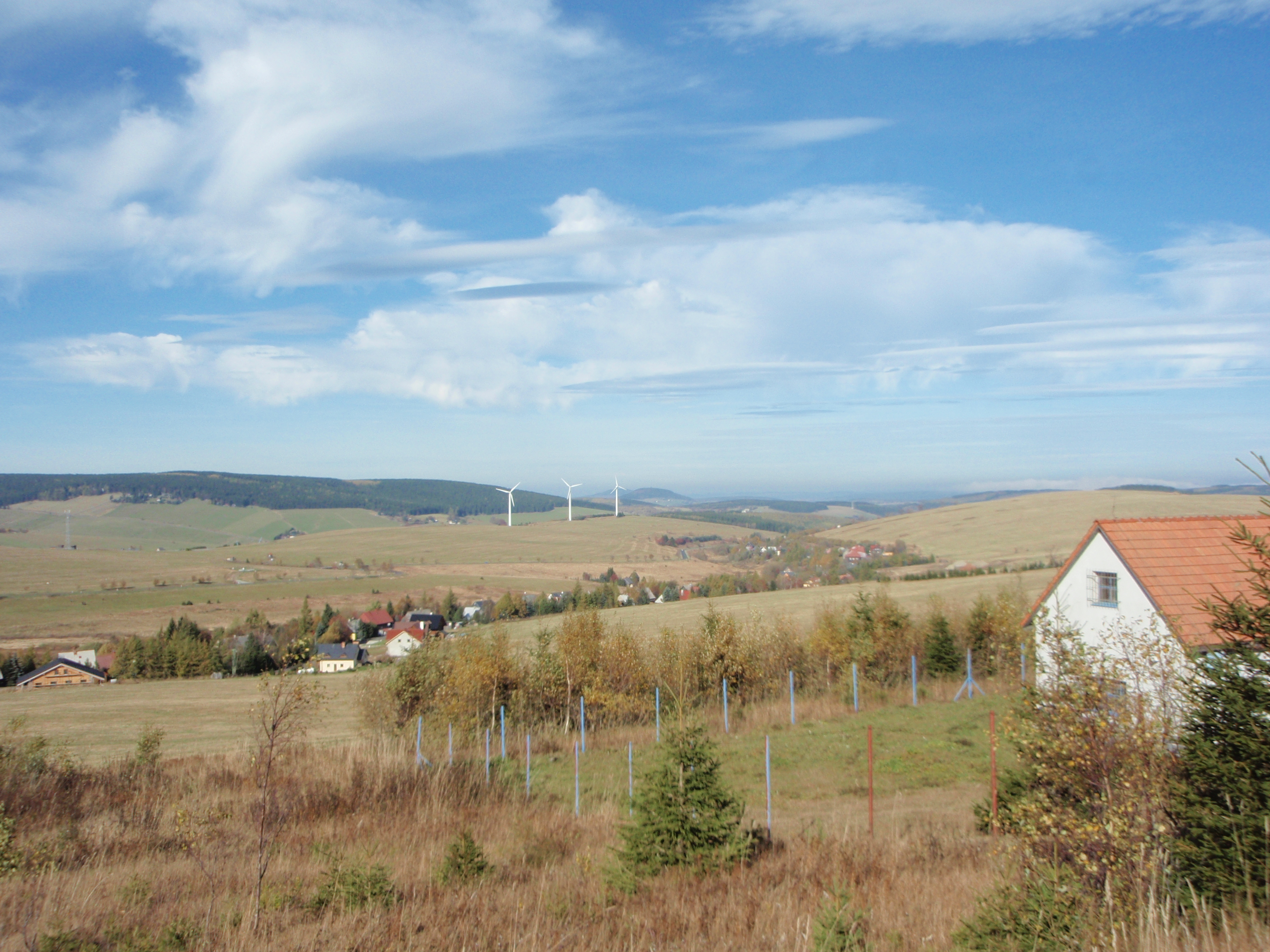
Vesnice Háj u Loučné
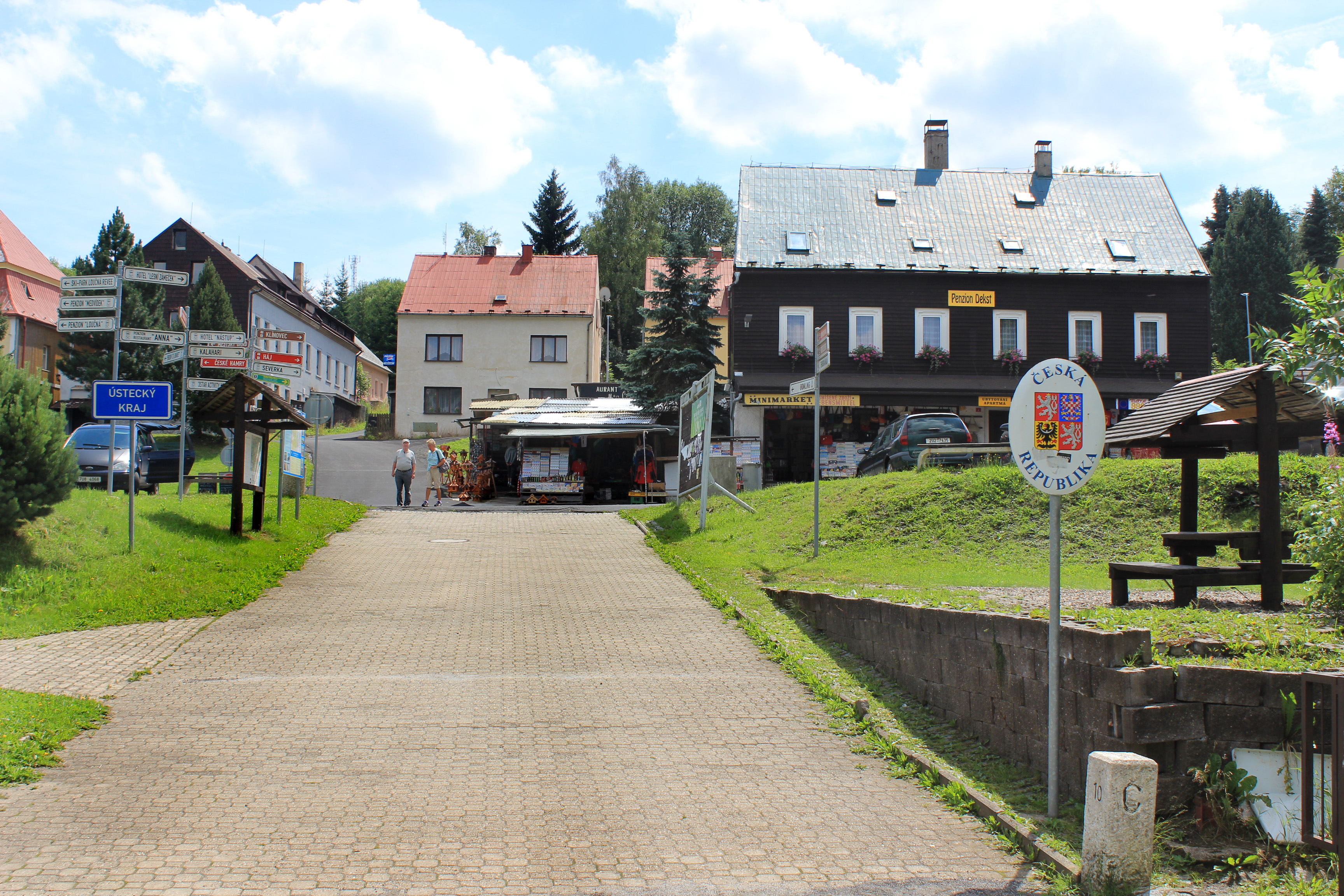
Hraniční přechod, pohled z německé strany
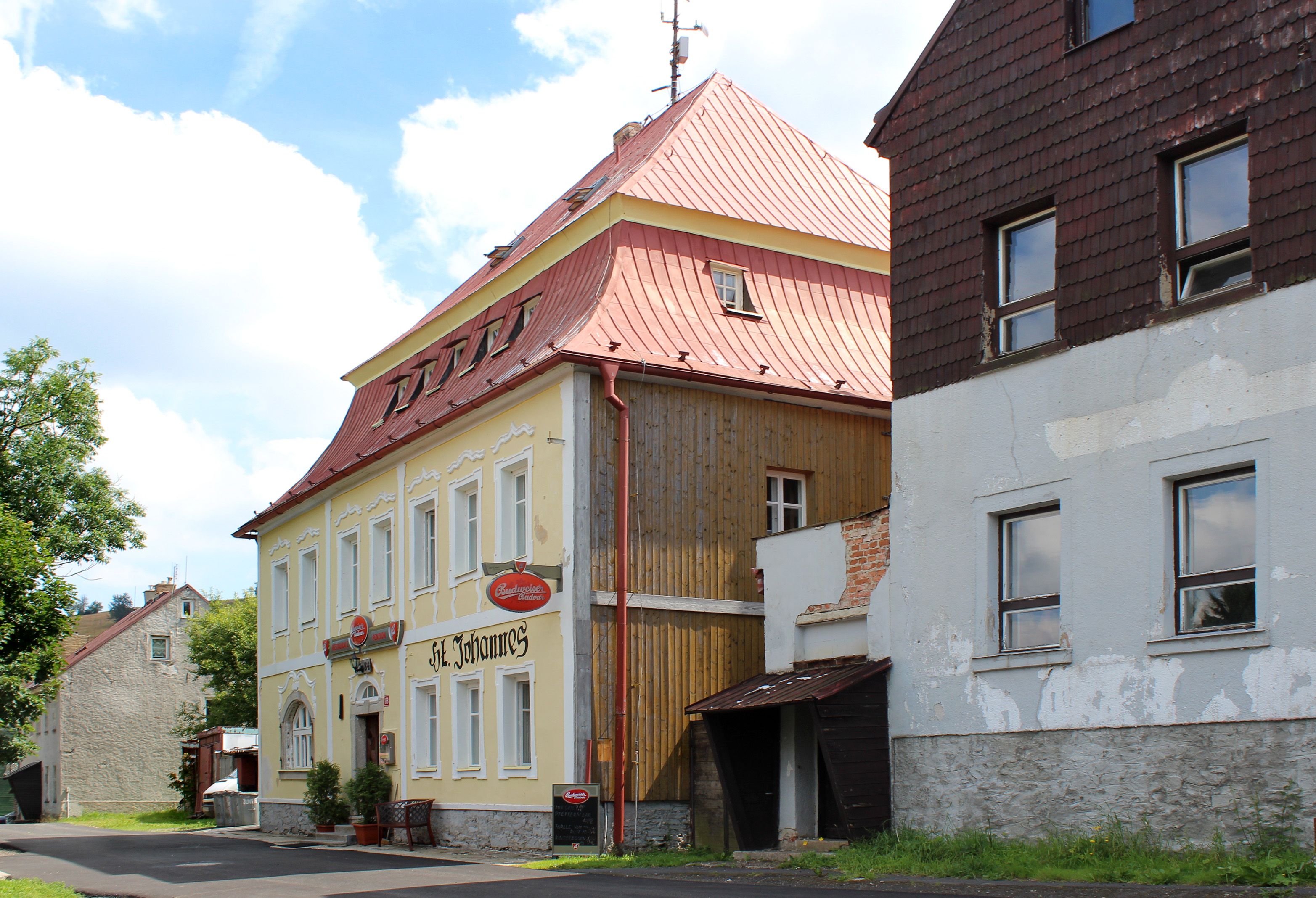
Barokní fara, upravená jako hostinec
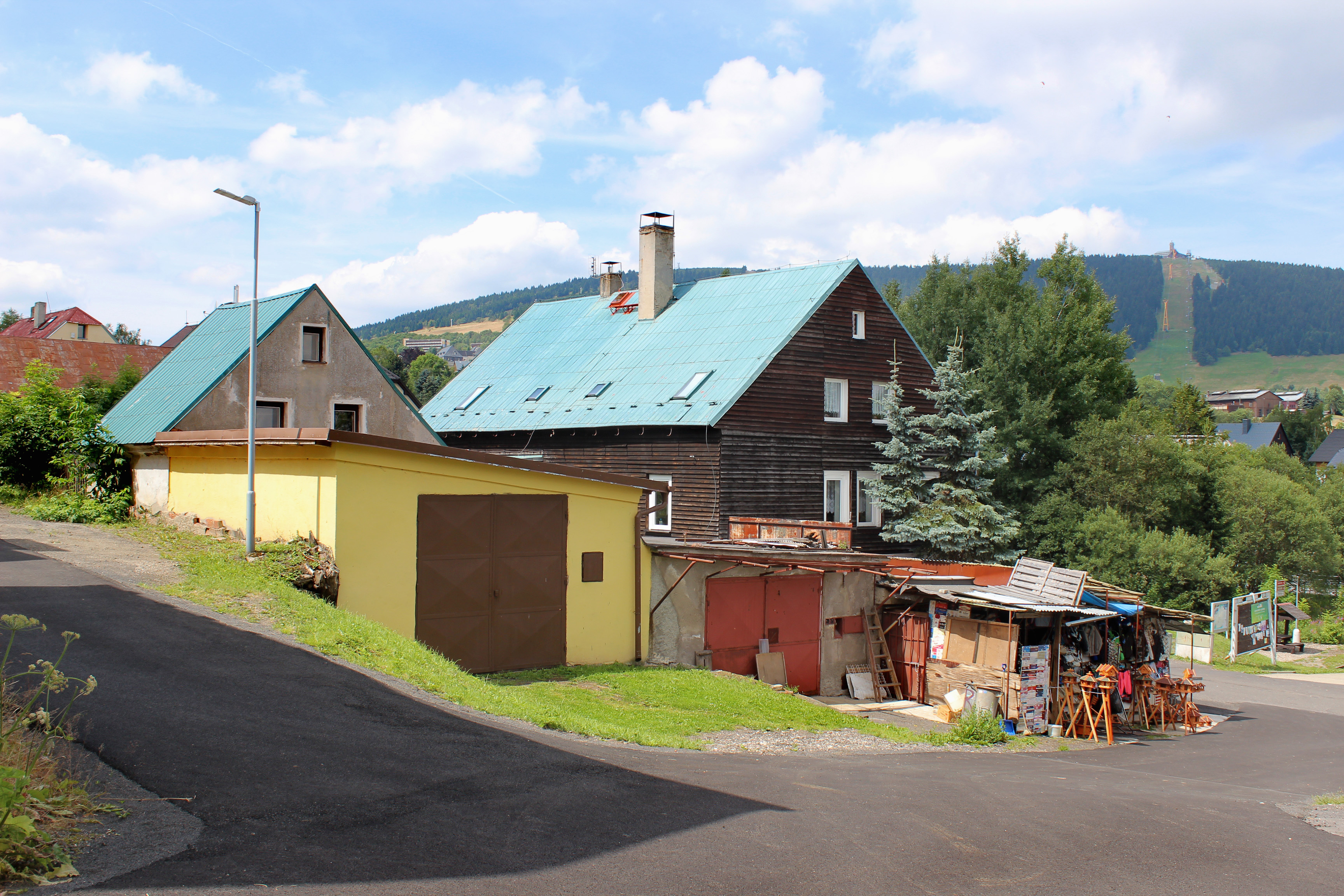
Vietnamští trhovci (rok 2014)
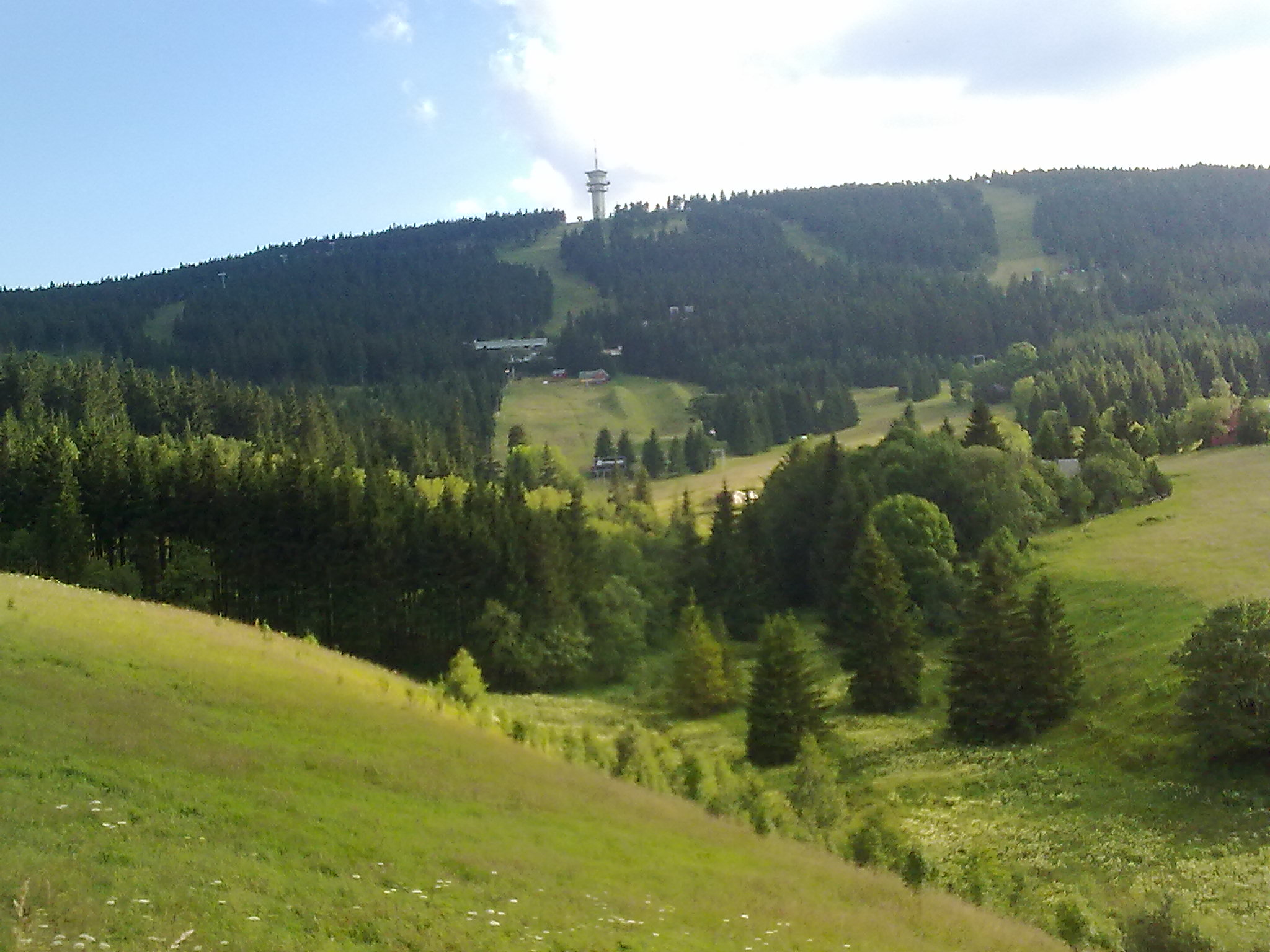
Sjezdovky na svazích Klínovce